# Hans Veit von Absberg
Hans Veit von Absberg († 9. April 1647) war der letzte männliche Nachkomme des Adelsgeschlechts Absberg in Absberg, einer Marktgemeinde im mittelfränkischen Landkreis Weißenburg-Gunzenhausen in Bayern.

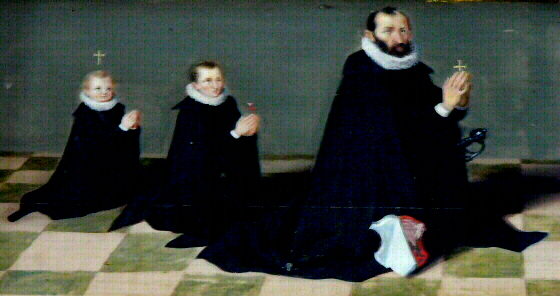
Hans Veit von Absberg als Kind hinter seinem Vater Hans Konrad zu Absberg († 1611), Ausschnitt aus dem Epitaph für Hans Konrad zu Absberg

In der Christuskirche in Absberg befindet sich sein Epitaph. Das gestürzte Wappen zeigt an, dass mit dem Verstorbenen auch das Geschlecht erloschen ist.
Nach mehrjährigem Streit mit den Erben fiel der Besitz 1652 an den Deutschen Orden. Dieser brach die Burg Absberg ab und erbaute 1723 bis 1726 das heutige Schloss Absberg.